# 唐草模様

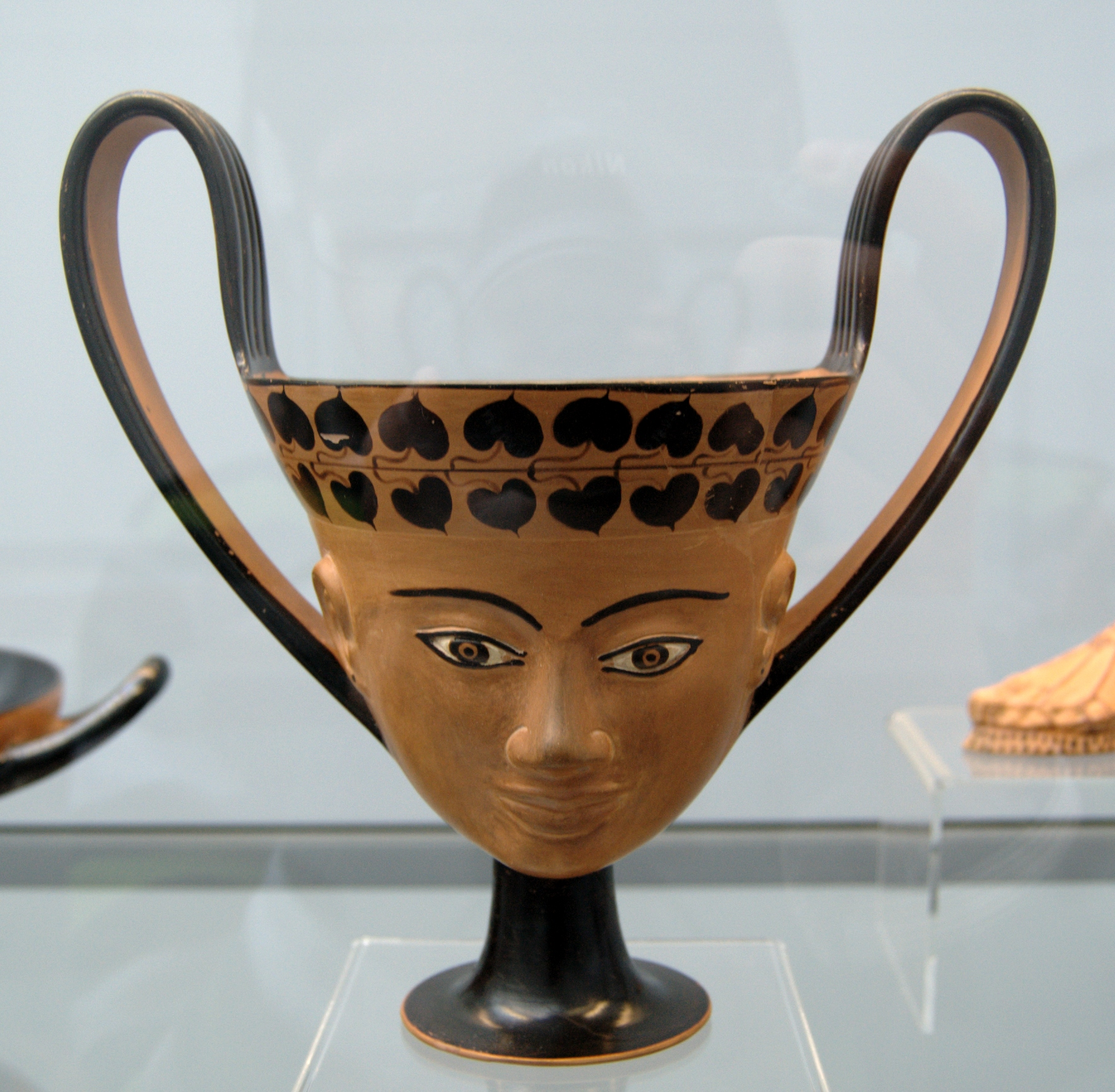
唐草文。二把手ギリシア陶器の一種(カンタロス)。東イオニア。前540頃(バイエルン州立古代美術博物館所蔵)

唐草文様（からくさもんよう） 唐草文(からくさもん) とは、葉や茎、または蔓植物が伸びたり絡んだりした形を図案化した植物文様の、日本での呼称である。唐草と言う植物の呼称ではない。
日本語以外では、英語: foliage scroll(work), ドイツ語: Laubwerk, フランス語: rinceaux, 中国語: 蔓草文 (màncǎowén)などの呼称が充てられている。

## 概要

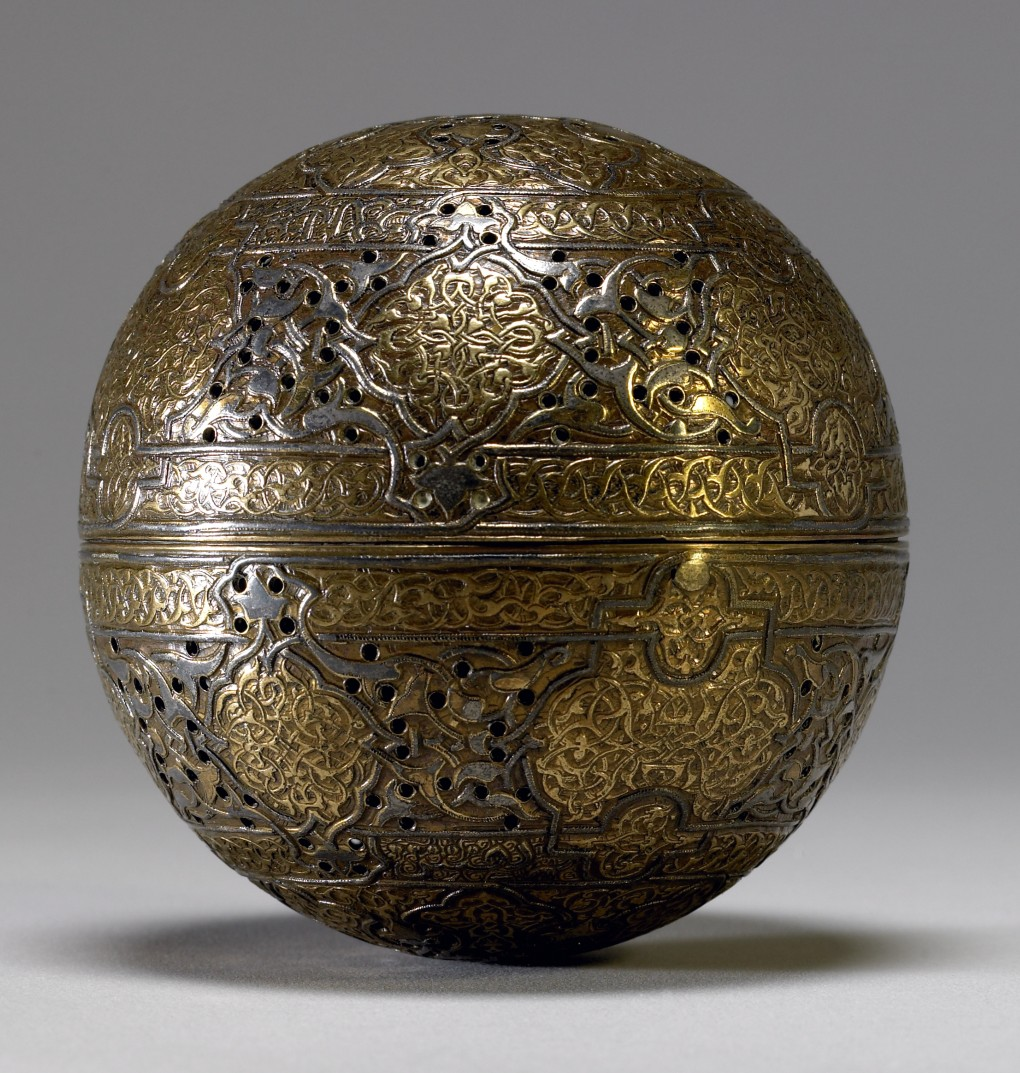
ザイン・アッディーンの銘入りの香炉。銀象嵌の部分に葡萄唐草文（三尖端の葉）が使われる。ペルシア(?)、15世紀 (ウォルターズ美術館所蔵)

唐草模様は、複数の曲線や渦巻き模様を組み合わせることで、つるが絡み合う様子を表す。写実的な物も見られるが、図形的に描いたものでは、左右対称の渦巻き模様などに簡略されたり、多種多様の唐草模様が存在する。
古代ギリシアの神殿などの遺跡でアカイア式円柱などに見られる草の文様が唐草文様の原型であり、メソポタミアやエジプトから各地に伝播したと考えられている。また、古代エジプトの睡蓮にも起源があるとされ、イスラム美術の一様式におけるアラベスク文様にも関係する。唐草模様は中国の唐王朝支配下のシルクロードを経由して、日本に伝わったとされている。
モチーフになった植物としては、スイカズラ（忍冬〔にんどう〕）をかたどった忍冬唐草（にんどうからくさ）や、ブドウを主題とした葡萄唐草、またパルメット意匠を用いた物がある。ギリシアの壺絵に例が見られる。
イスラームでは食器、陶板など釉薬でデザインに描かれたり、建築美術でもモスクの天井、壁面の装飾によく用いられる。アラベスクという語は、狭義では唐草文系の意匠を意味するが、広義では、文字系や幾何学系も含む。
唐から日本へ伝来した仏教美術、透かし彫りなどに見られるのが、ハス、ボタン、宝相華(ほうそうげ。想像上の花)を唐草と合わせた、蓮華唐草、牡丹唐草、宝相華唐草である。
ツタをかたどるものは、蔦花文様（ちょうかもんよう）、蔦蔓文様（つたかずらもんよう）などとも呼ばれる。

## 和様式の唐草文

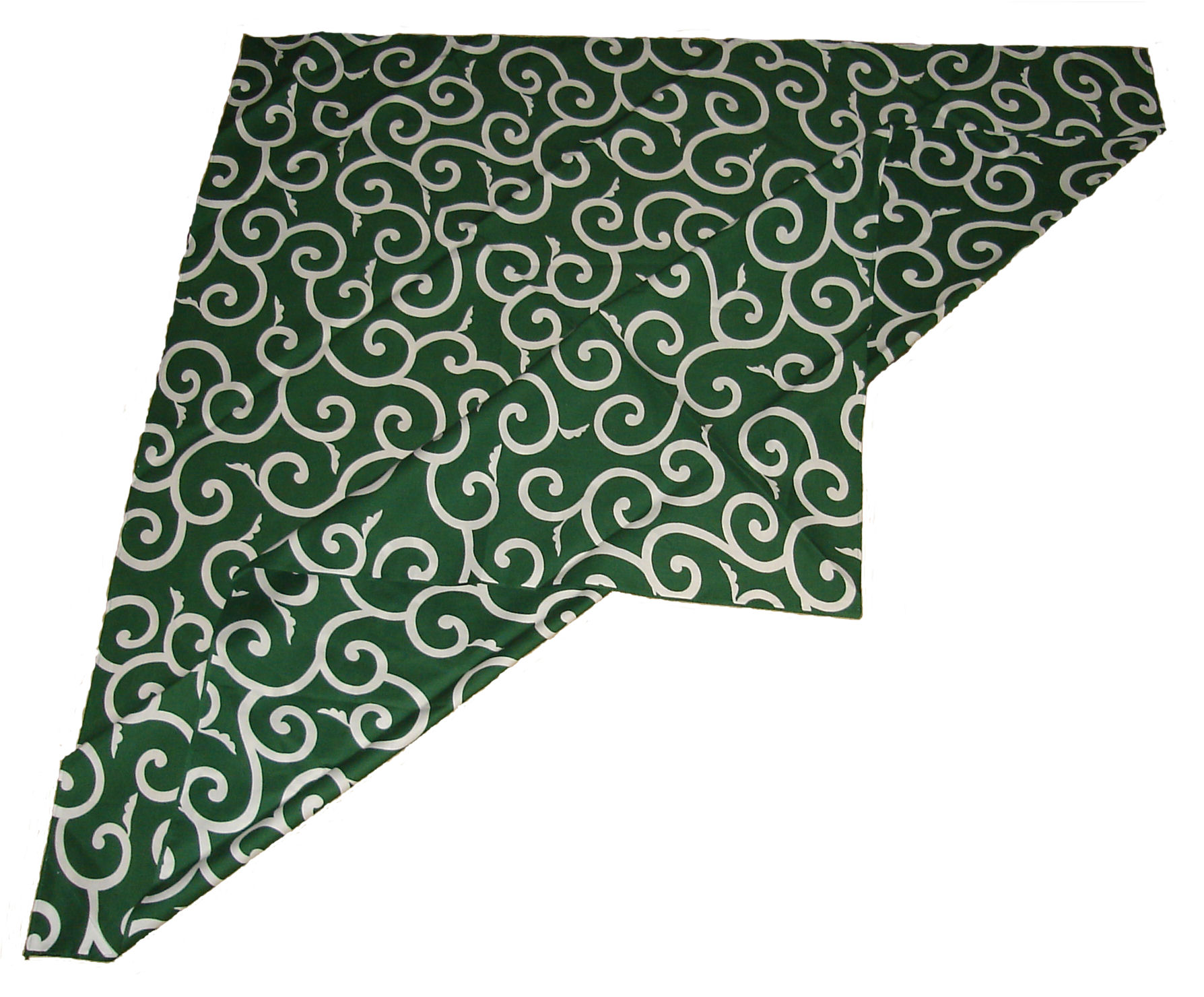
唐草模様の風呂敷

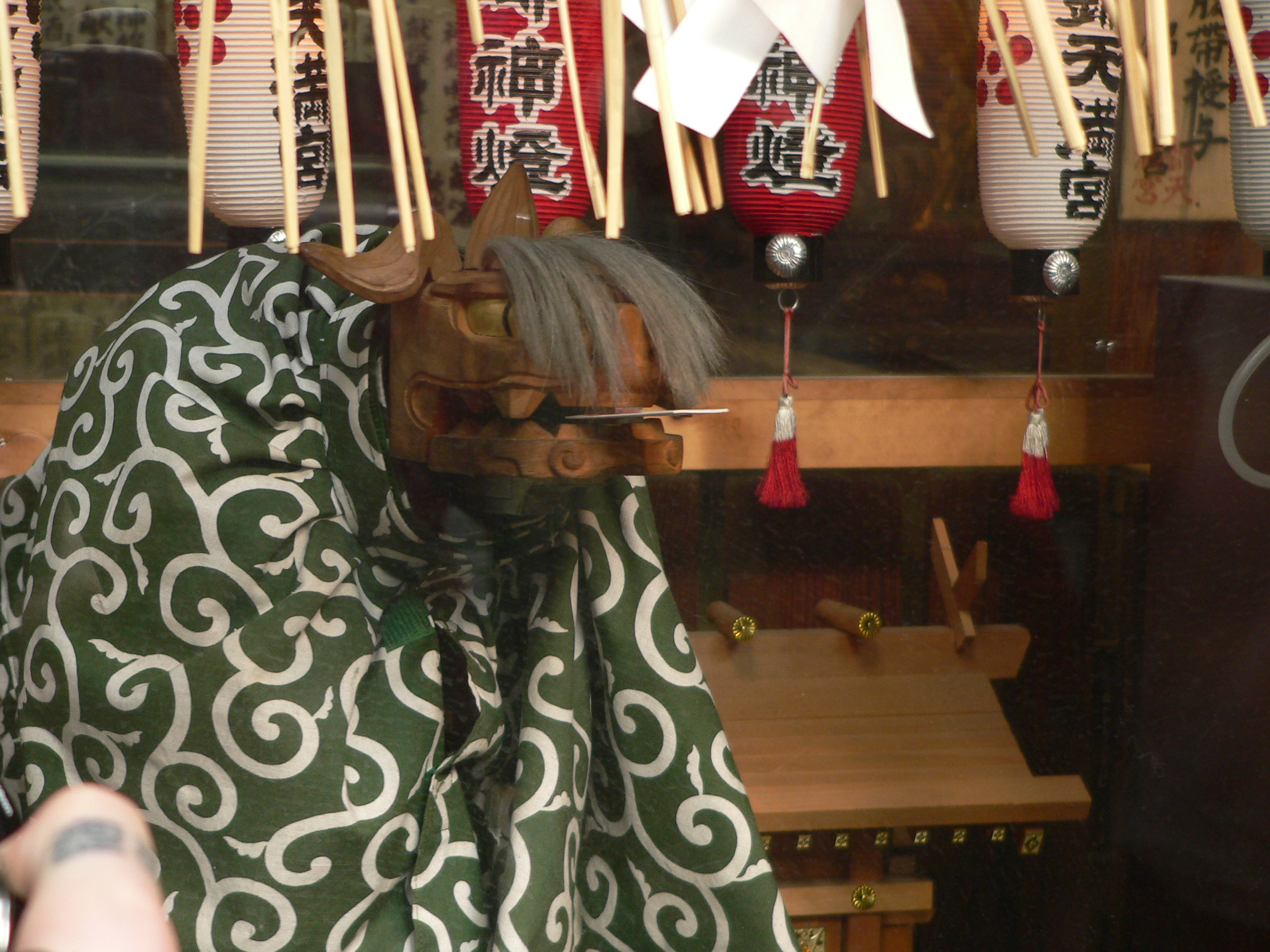
使用例

日本では、奈良時代に渡来した様式から、次第に和様式となった物が好まれるようになり、有職文様に用いられた。中世を境に、キリ、フジ、松竹梅など身近な種類の植物に変化し、染織、織物、蒔絵などに用いられた。名物裂(めいぶつぎれ)にも、金蘭唐草文などの例が認められる。
21世紀初頭現在、一般に「唐草模様」として認識されることが多いのは、緑地に白の唐草模様がある風呂敷のそれで、獅子舞のかぶり物としてお馴染みであり、漫画やコントの中では泥棒の小道具としての印象もある。図案化が進み、葉に当たる部分などは簡略化され、ほとんど原形を留めていない。日本の唐草模様にはこれら曲線模様の物か、花文中心の物が多い。
蔓草の生命力を発展に結び付けて一種の吉祥文様として日用品などに使用されることが多い。